# Третий Северный (Североуральский муниципальный округ)
Третий Северный — посёлок в Североуральском муниципальном округе Свердловской области России. С 1989 по 2004 год имел статус рабочего посёлка (посёлка городского типа).

## Географическое положение
Посёлок Третий Северный расположен в 6 километрах (по автодороге в 7 километрах) к северу от города Североуральска.

## История посёлка
В 1898 году в окрестностях посёлка было открыто магнетито-скарневое месторождение.
Посёлок возник в 1943 году как посёлок горняков и шахтостроителей в связи с вводом в строй 3-го Северного бокситового рудника.
В 1989—2004 годах Третий Северный относился к категории посёлков городского типа.
31 декабря 2004 года рабочий посёлок Третий Северный был отнесен к категории сельских населённых пунктов к виду посёлок.

## Население
| 2002 | 2010  |
| ---- | ----- |
| 2163 | ↘1837 |